# Moskenes kommun
Moskenes kommun (norska: Moskenes kommune) är en kommun i Lofoten i Nordland fylke i norra Norge. Kommunen ligger på den sydliga delen av ön Moskenesøya och känd för sin vackra och storslagna natur. Centralort är tätorten Reine. 
I byn Å, i den södra delen av kommunen, slutar Europaväg 10.
I Refsvika i Kollhellaren finns 3.000 år gamla grottmålningar.
Fjället Hermannsdalstind (1.029 m ö.h.) är högst i västra Lofoten.
I tätorten Sørvågen ligger Sørvågen radio og telemuseum med utställningar om telekommunikation och telegrafi.

## Administrativ historik
Moskenes kommun bildades 1916 genom en delning av Flakstads kommun. 1964 slogs Flakstads och Moskenes kommuner åter samman under namnet Moskenes kommun. 1976 delades de två kommunerna på nytt igen.

## Tätorter
I Moskenes kommun finns två tätorter:
- Reine (centralort)
- Sørvågen

## Socknar
Inom Norska kyrkan motsvaras Moskenes kommun av Moskenes socken i Lofotens prosteri i Sør-Hålogalands stift.

## Bildgalleri

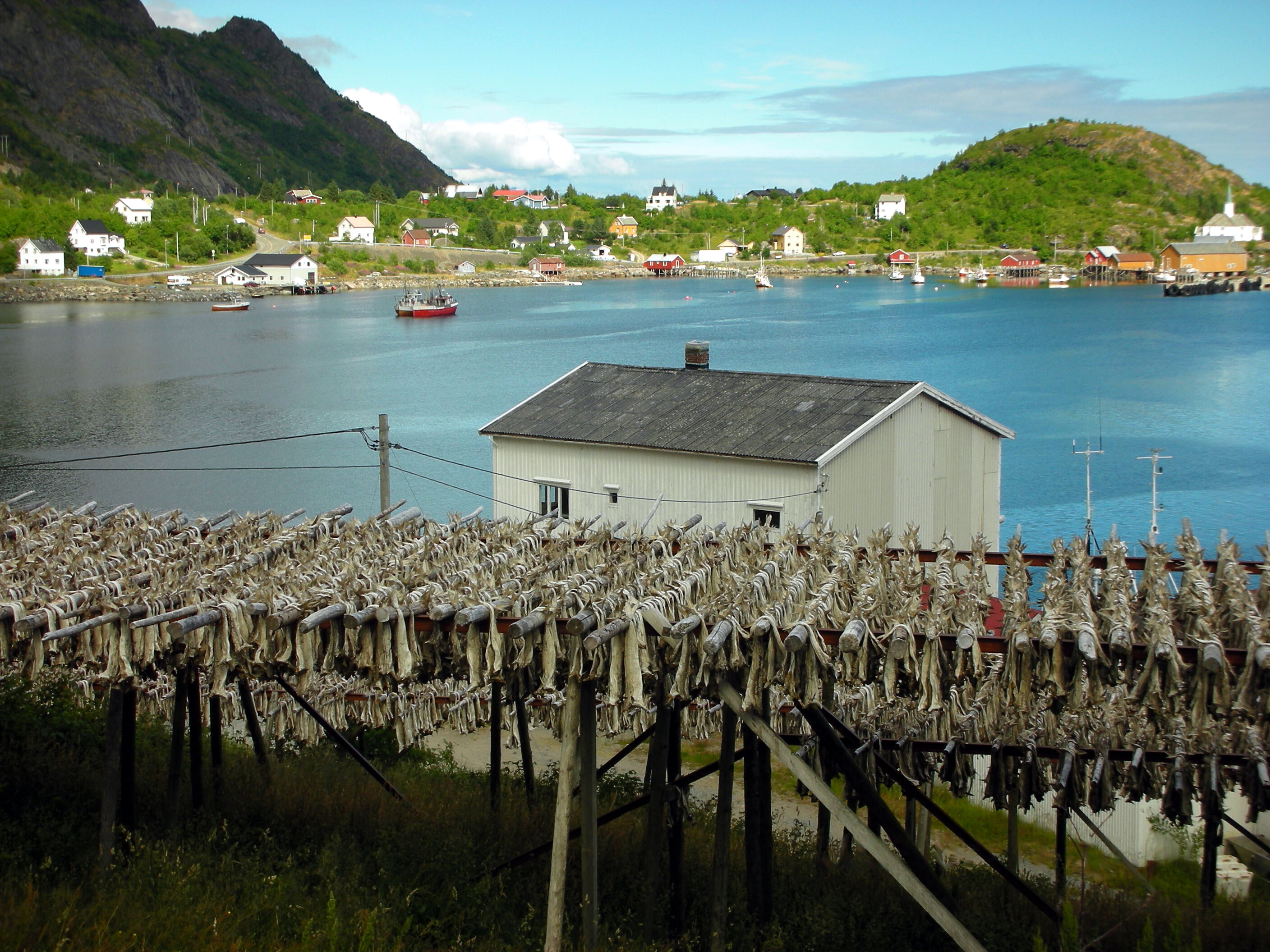
Torkning av fisk på stock i Moskenes.
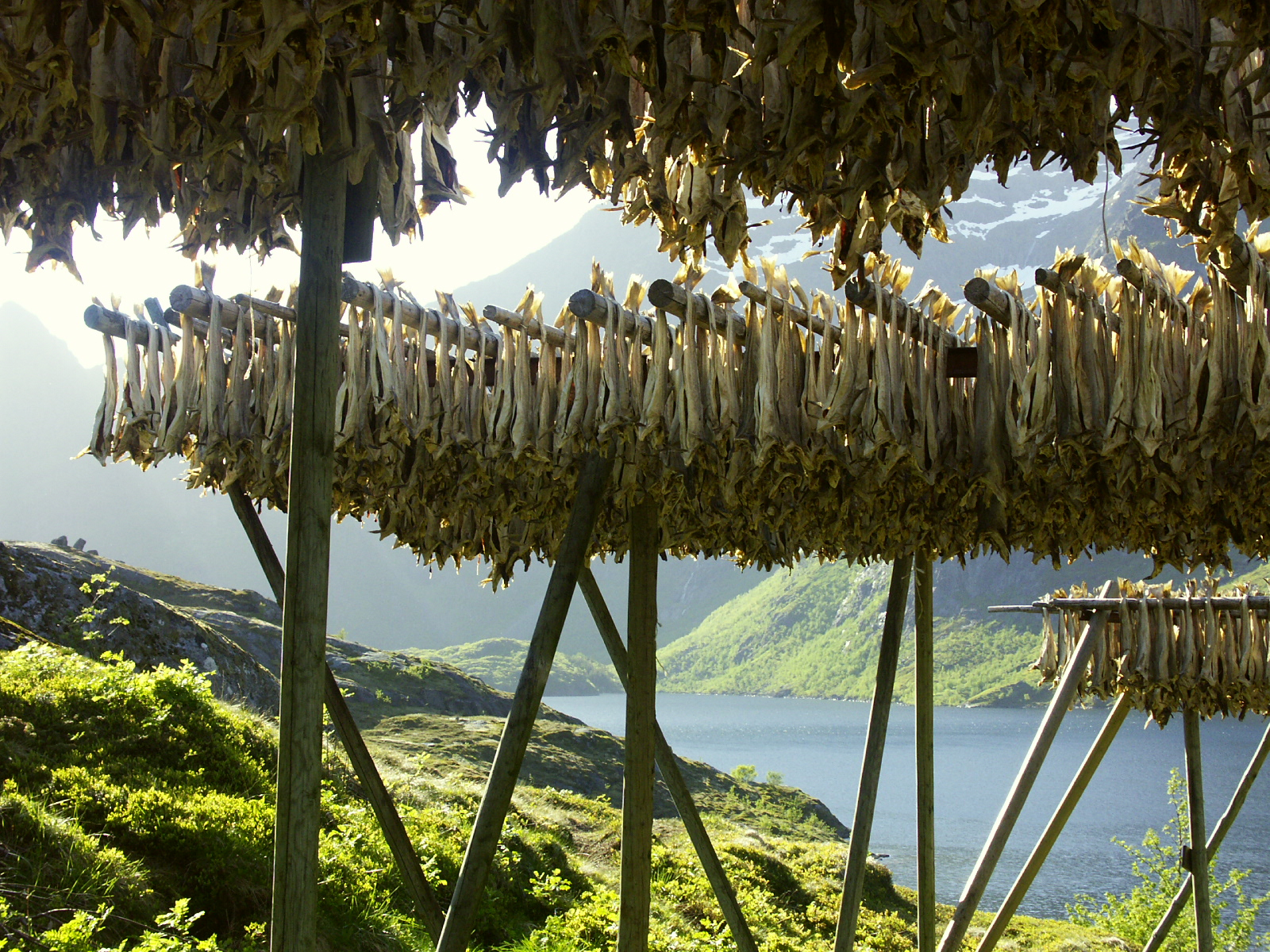
Torkning av fisk i Å.
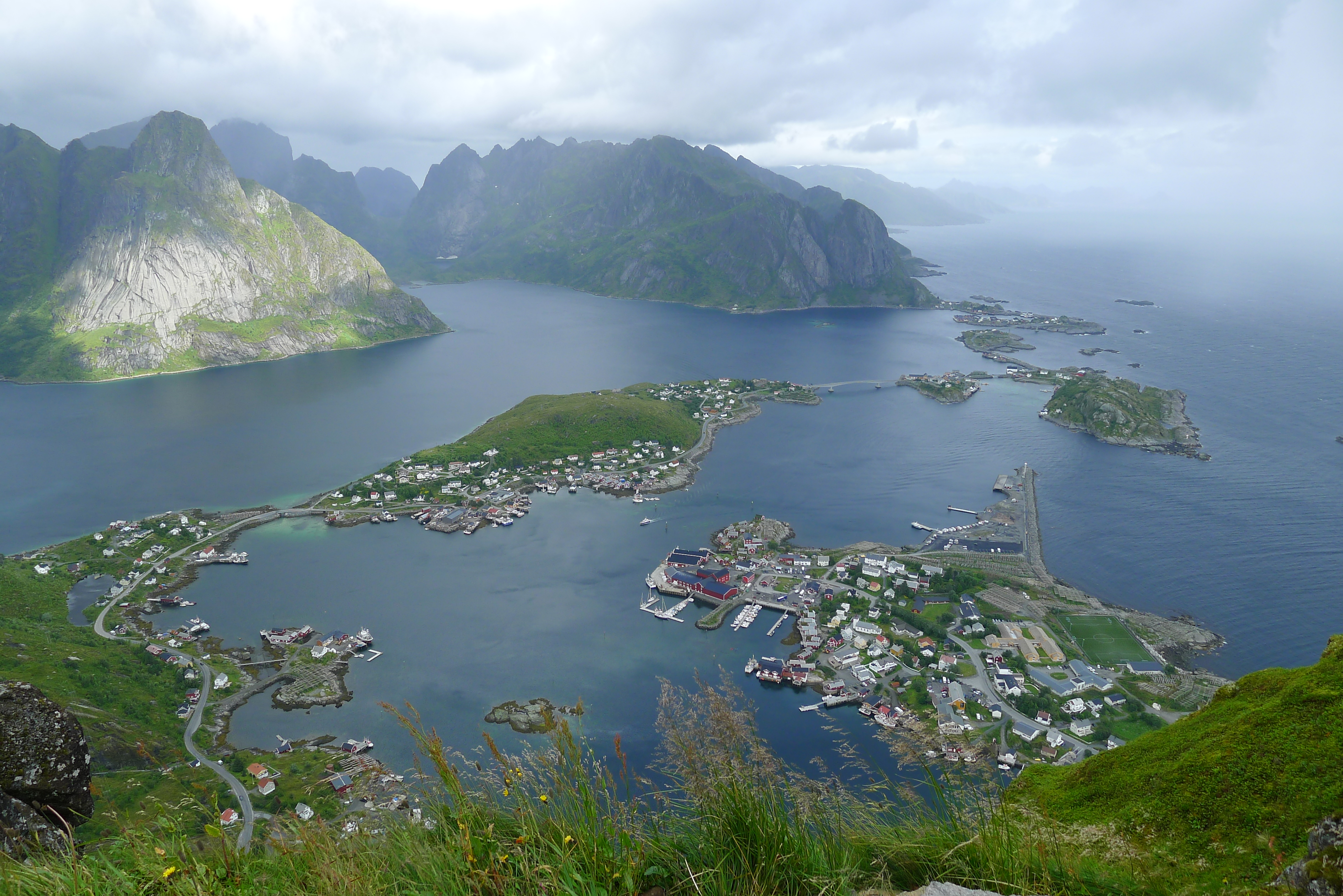
Samhället Reine.
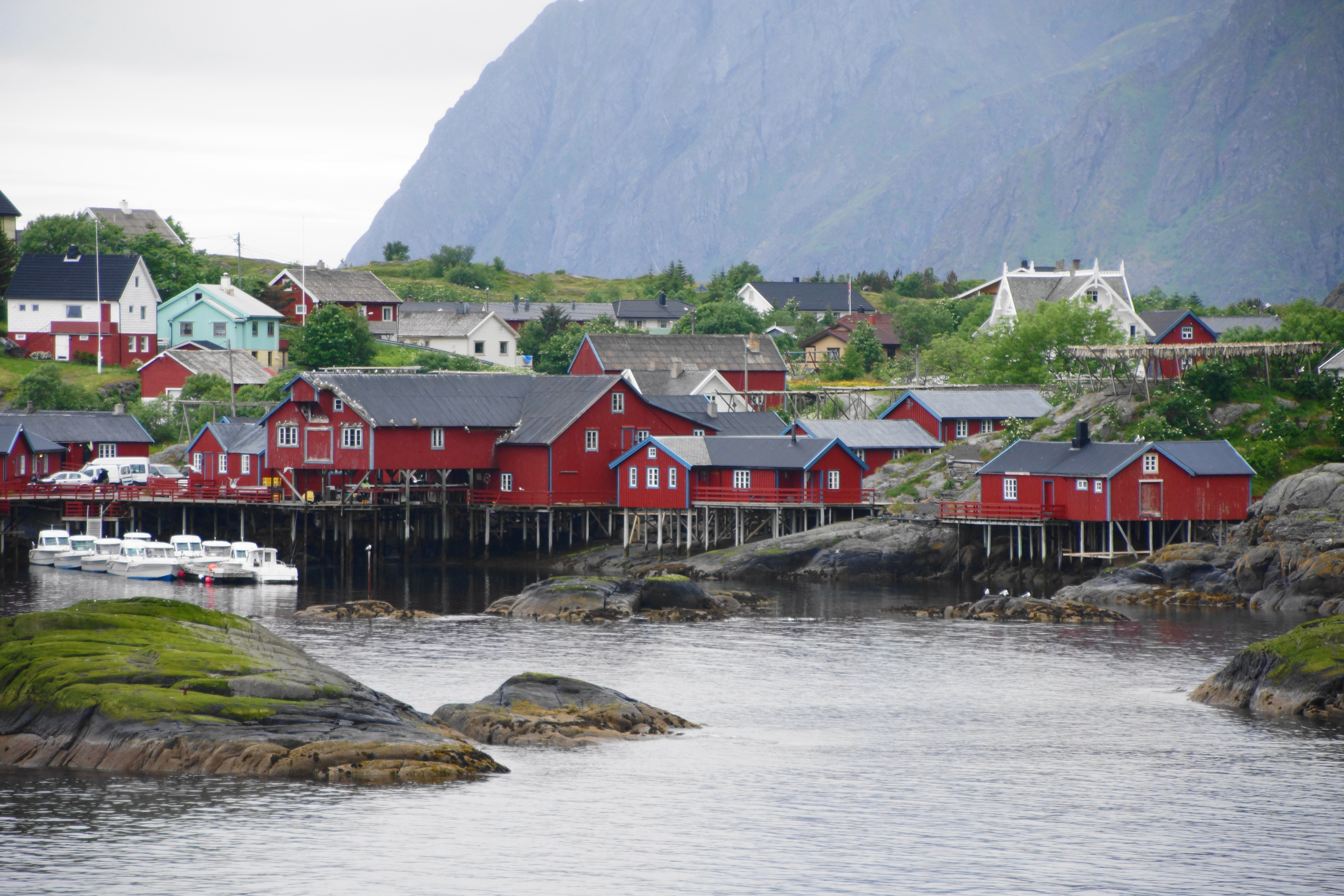
Samhället Sørvågen.
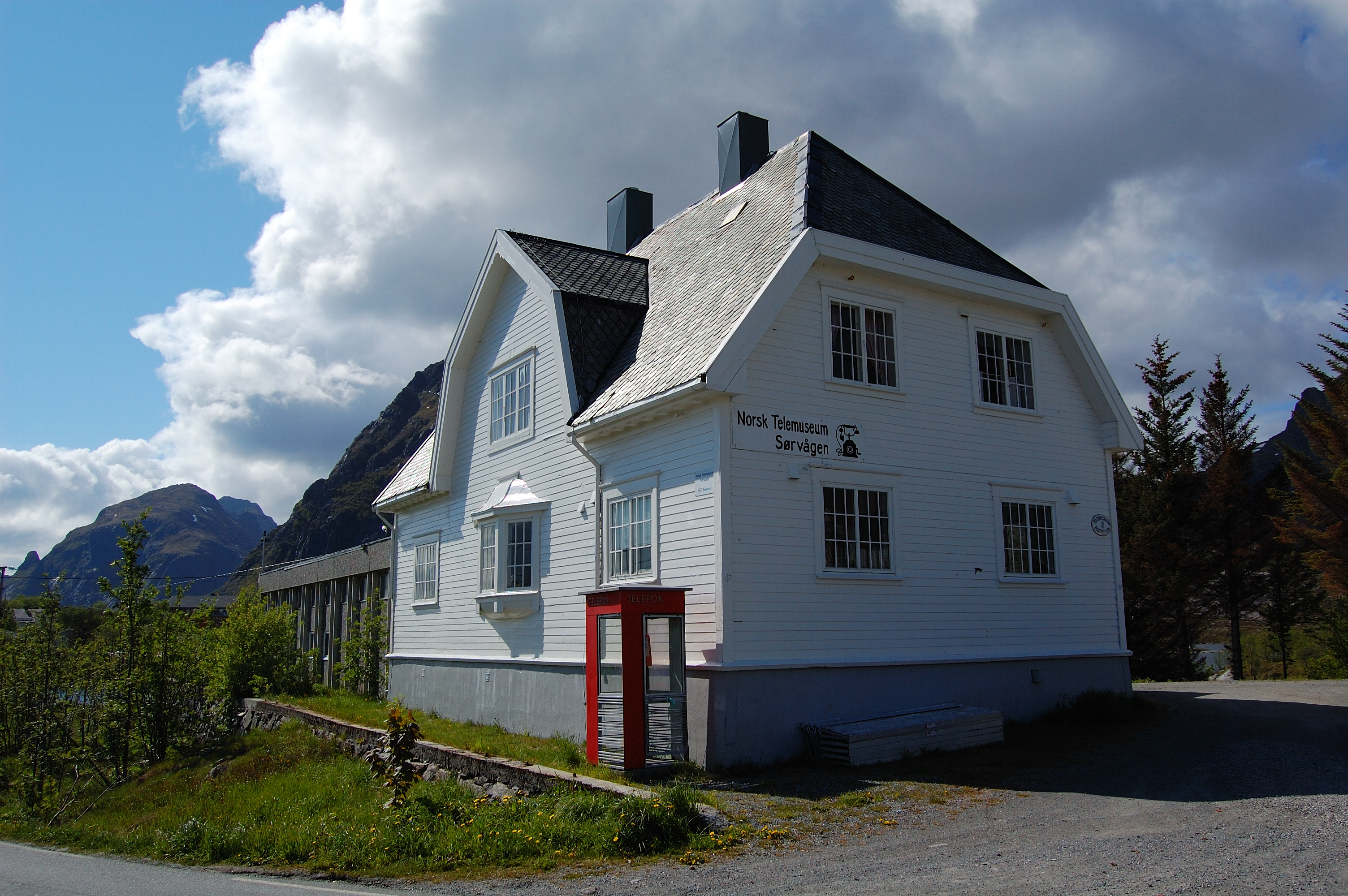
Sørvågen radio og telemuseum i Sørvågen